# Markus Kuhl
Markus Kuhl (* 13. Oktober 1979 in Bonn-Duisdorf) ist ein ehemaliger deutscher Fußballschiedsrichter.

## Leben
Kuhl ist seit 1995 Schiedsrichter für den SC Widdig. Seit 2002 ist er DFB-Schiedsrichter und war seit 2005 als Schiedsrichter in der 2. Bundesliga und seit 2006 als Schiedsrichterassistent der Bundesliga eingesetzt. Mit Ablauf der Saison 2007 ist er aus der 2. Bundesliga abgestiegen. In einem Zeitungsinterview wird er diesbezüglich mit den Worten „Es geht zwar auch nach Leistung, vieles ist aber offensichtlich Politik.“ zitiert. Kuhl ist Mitglied des Schiedsrichterausschusses des Fußball-Verbandes Mittelrhein. Er studierte Wirtschaftsinformatik und lebt in Beuel.